# Next-One
 (février 2025).
Motif : Le sourçage est-il assez solide pour démontrer une réelle notoriété encyclopédique pour cet article largement dépubé ?
- Archive Wikiwix
- Bing
- Cairn
- DuckDuckGo
- E. Universalis
- Gallica
- Google
- G. Books
- G. News
- G. Scholar
- Persée
- Qwant
- (zh) Baidu
- (ru) Yandex
- (wd) trouver des œuvres sur Wikidata

| 1. | Préciser le motif de la pose du bandeau. | Précisez le motif de la pose du bandeau en utilisant la syntaxe suivante : {{admissibilité à vérifier\|date=mars 2025\|motif=remplacez ce texte par le motif}}                |
| 2. | Informer les utilisateurs concernés.     | Pensez à avertir le créateur de l'article, par exemple, en insérant le code ci-dessous sur sa page de discussion : {{subst:avertissement admissibilité à vérifier\|Next-One}} |

 (avril 2023).
Next-One est une entreprise d'affichage indoor, le spécialiste de la publicité dans les toilettes fondée en 2000. Vingt-ans après sa création, la société est présente dans 189 villes avec plus de 40 000 panneaux dans toute la France.

## Histoire
Guillaume Vaillant imagine un concept dans un lieu et univers qu'il fréquente : les cafés. Stéfane Roude fait des études dans le secteur de la finance avec des qualités commerciales. 

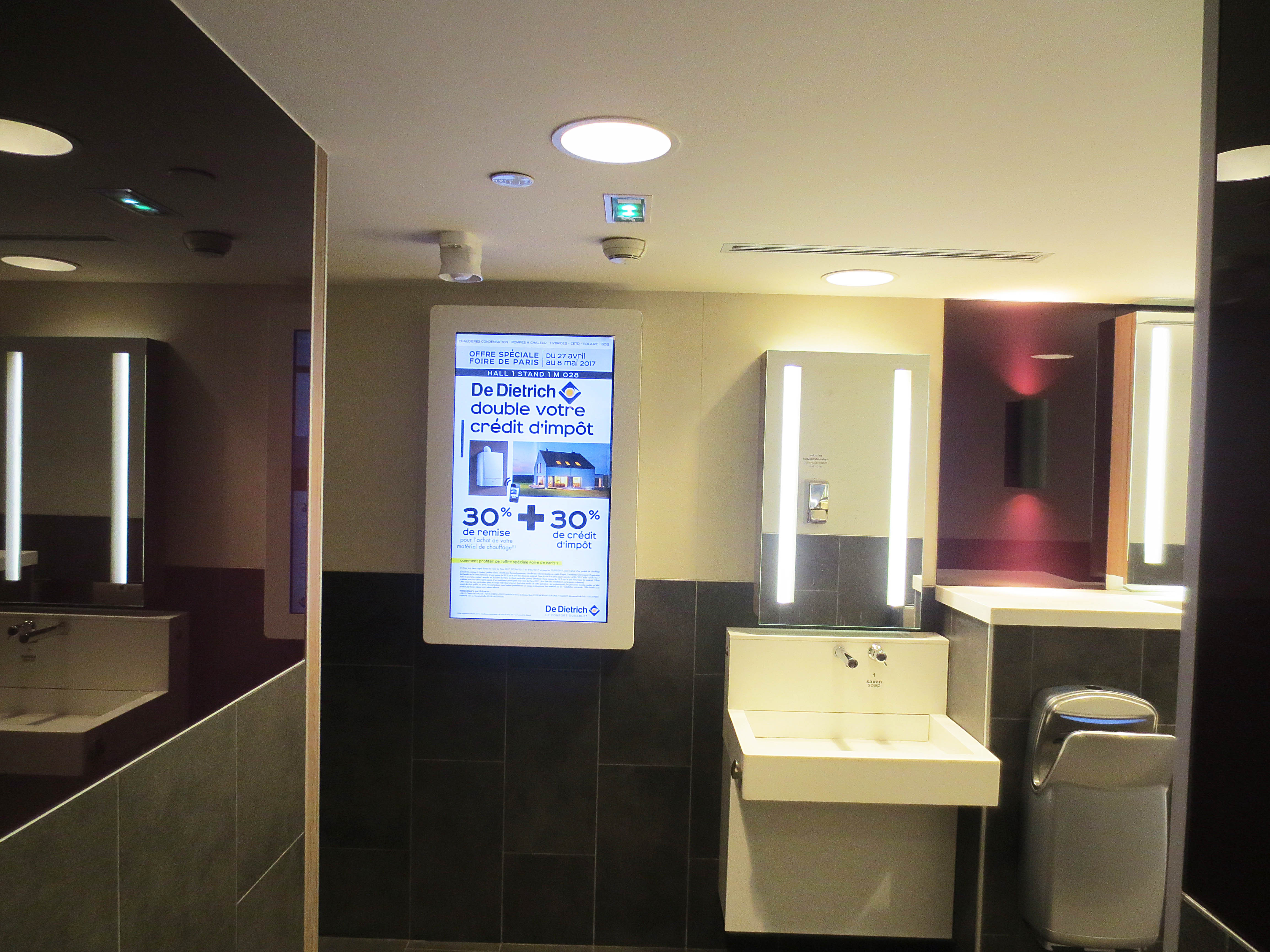
Une rencontre avec un panneau numérique dans les toilettes.

La société Next-One est née en 2000. 
Le concept d'affichage de la société Next-One, est d'utiliser un lieu atypique tel que les toilettes comme espace de communication. Le réseau d'affichage dans les toilettes utilise tout le concept du wait-marketing (situation d'attente dans laquelle, le consommateur est seul et bénéficie de temps, en face à face avec le panneau : il n'a rien d'autre à faire que de le regarder). Le message est délivré à une seule personne à la fois. 
En 2008, Next-One atteint une nouvelle étape dans son développement grâce à l'implantation des panneaux publicitaires dans les Dom-Tom[réf. à confirmer]. En 2009, la société se développe à l'étranger, en Espagne[source secondaire souhaitée].
Lors de l'année 2011, la société propose à ses clients d'intégrer des codes-barres 2D sur les affiches. Durant cette même année, la société crée un nouveau buzz lors de la campagne de Stihl.

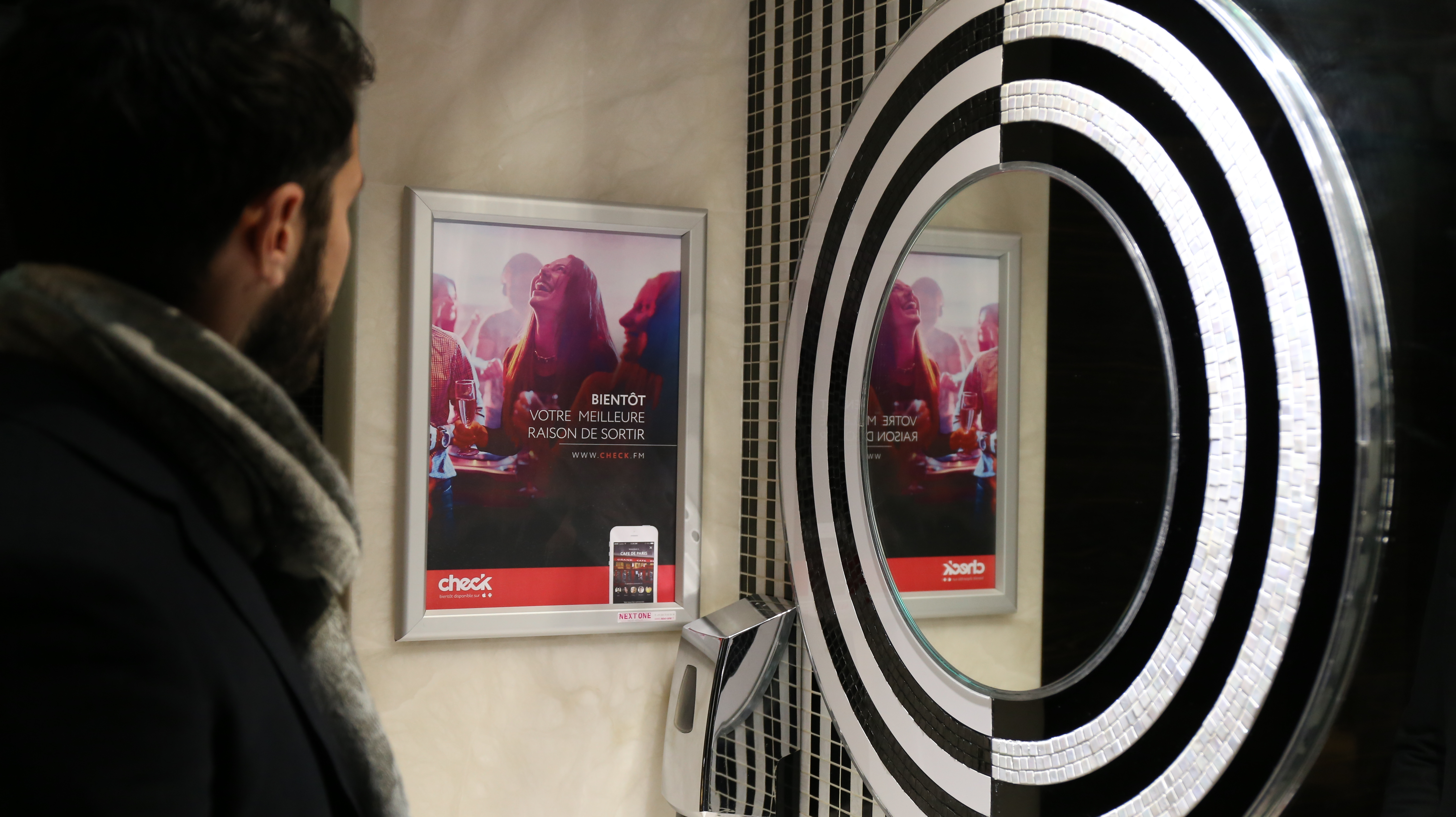
Un face à face avec une affiche publicitaire dans les toilettes.

Durant l'année 2015, Next-One a implanté plus de 30 000 panneaux publicitaires dans plus de 125 villes de France et des Dom-Tom. Elle fait également l'acquisition de son concurrent Loo Média, sur le segment de la publicité dans les toilettes.
La société comporte deux pôles : le pôle réseau (bars, restaurants, brasseries) et le pôle événementiel (salons, salles de concerts, enceintes sportives et culturelles...). Next-One utilise des affiches publicitaires imprimées au format A3  (29,7*42 cm) dans un panneau fixé au mur et protégé derrière un film PVC anti-reflets. Les panneaux sont placés au dessus des lavabos, sèches-mains, cuvettes et urinoirs.